# Tetradactylus seps
Espèce
Synonymes
- Lacerta seps Linnaeus, 1758
- Sincus sepiformis Schneider, 1801
- Tetradactylus laevicauda Hewitt, 1915

Tetradactylus seps est une espèce de sauriens de la famille des Gerrhosauridae.

## Répartition
Cette espèce était endémique d'Afrique du Sud.

## Description

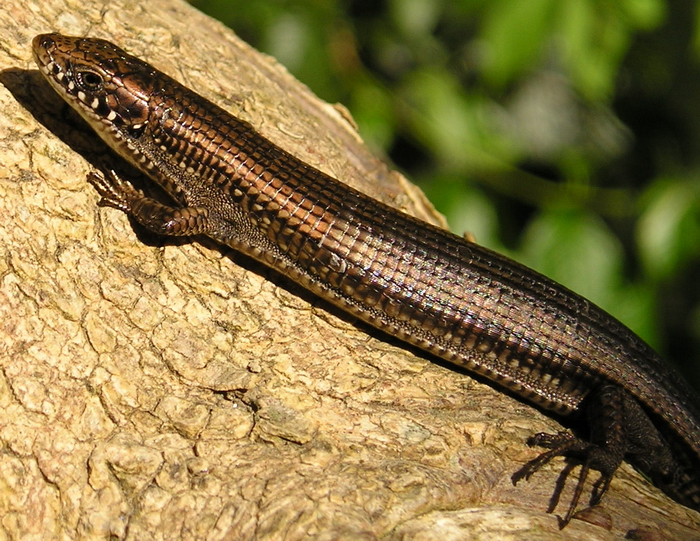
Tetradactylus seps

Cette espèce est ovipare.

## Publication originale
- Linnaeus, 1758 : Systema naturae per regna tria naturae, secundum classes, ordines, genera, species, cum characteribus, differentiis, synonymis, locis, ed. 10 (texte intégral).